# 小鰭香蛇鰻
小鰭香蛇鰻為輻鰭魚綱鰻鱺目糯鰻亞目蛇鰻科的其中一種，分布於中西大西洋的英屬安圭拉外海海域，棲息深度393-451公尺，為深海底棲性魚類，屬肉食性，生活習性不明。